# Équipe d'Australie de football à la Coupe du monde 2014
Cet article relate le parcours de l’équipe d'Australie de football lors de la Coupe du monde de football 2014 organisée au Brésil du 12 juin au 13 juillet 2014.

## Effectif
Le 14 mai 2014, le sélectionneur australien Ange Postecoglou, a annoncé une liste provisoire de trente joueurs pour le mondial. Depuis, la liste des 23 a été annoncée
| Numéro / Nom       | Numéro / Nom       | Club                     | Date de naissance | J.              | Buts            |                 |                 |                 |
| Gardiens de but    | Gardiens de but    | Gardiens de but          | Gardiens de but   | Gardiens de but | Gardiens de but | Gardiens de but | Gardiens de but | Gardiens de but |
| ------------------ | ------------------ | ------------------------ | ----------------- | --------------- | --------------- | --------------- | --------------- | --------------- |
| 1                  | Mathew Ryan        | Club Bruges              | 08.04.1992        | 3               | 0               | 0               | 0               | 0               |
| 12                 | Mitchell Langerak  | Borussia Dortmund        | 22.08.1988        | 0               | 0               | 0               | 0               | 0               |
| 18                 | Eugene Galeković   | Adelaïde United          | 12.06.1981        | 0               | 0               | 0               | 0               | 0               |
| Défenseurs         |                    |                          |                   |                 |                 |                 |                 |                 |
| 2                  | Ivan Franjić       | Brisbane Roar            | 10.09.1987        | 1               | 0               | 0               | 0               | 0               |
| 3                  | Jason Davidson     | Heracles Almelo          | 29.06.1991        | 3               | 0               | 0               | 0               | 0               |
| 6                  | Matthew Špiranović | Western Sydney Wanderers | 27.06.1988        | 3               | 0               | 1               | 0               | 0               |
| 8                  | Bailey Wright      | Preston North End        | 28.07.1992        | 0               | 0               | 0               | 0               | 0               |
| 19                 | Ryan McGowan       | Shandong Luneng          | 15.08.1989        | 3               | 0               | 0               | 0               | 0               |
| 22                 | Alex Wilkinson     | Jeonbuk Hyundai Motors   | 13.08.1984        | 3               | 0               | 0               | 0               | 0               |
| Milieux de terrain |                    |                          |                   |                 |                 |                 |                 |                 |
| 5                  | Mark Milligan      | Melbourne Victory        | 04.08.1985        | 1               | 0               | 1               | 0               | 0               |
| 10                 | Ben Halloran       | Fortuna Düsseldorf       | 14.06.1992        | 3               | 0               | 0               | 0               | 0               |
| 11                 | Tommy Oar          | FC Utrecht               | 10.12.1991        | 3               | 0               | 0               | 0               | 0               |
| 13                 | Oliver Bozanić     | FC Lucerne               | 08.01.1989        | 2               | 0               | 0               | 0               | 0               |
| 14                 | James Troisi       | Atalanta Bergame         | 03.07.1988        | 2               | 0               | 0               | 0               | 0               |
| 15                 | Mile Jedinak       | Crystal Palace           | 03.08.1984        | 3               | 1               | 2               | 0               | 0               |
| 16                 | James Holland      | Austria Vienne           | 15.05.1989        | 0               | 0               | 0               | 0               | 0               |
| 17                 | Matt McKay         | Brisbane Roar            | 11.01.1983        | 2               | 0               | 0               | 0               | 0               |
| 20                 | Dario Vidošić      | FC Sion                  | 08.04.1987        | 0               | 0               | 0               | 0               | 0               |
| 21                 | Massimo Luongo     | Swindon Town             | 25.09.1992        | 0               | 0               | 0               | 0               | 0               |
| 23                 | Mark Bresciano     | Al-Gharafa               | 11.02.1980        | 3               | 0               | 0               | 0               | 0               |
| Attaquants         |                    |                          |                   |                 |                 |                 |                 |                 |
| 4                  | Tim Cahill         | New York Red Bulls       | 06.12.1979        | 2               | 2               | 2               | 0               | 0               |
| 7                  | Mathew Leckie      | FSV Francfort            | 04.02.1991        | 3               | 0               | 0               | 0               | 0               |
| 9                  | Adam Taggart       | Newcastle Jets           | 02.06.1993        | 2               | 0               | 0               | 0               | 0               |
| Sélectionneur      |                    |                          |                   |                 |                 |                 |                 |                 |
|                    | Ange Postecoglou   |                          | 27.08.1965        |                 |                 |                 |                 |                 |

## Préparation de l'événement

### Qualification

#### Troisième tour de qualification
| Rang | Équipe          | Pts | J | G | N | P | Bp | Bc | Diff |  | Résultats (▼ dom., ► ext.) |     |     |     |     |
| ---- | --------------- | --- | - | - | - | - | -- | -- | ---- |  | -------------------------- | --- | --- | --- | --- |
| 1    | Australie       | 15  | 6 | 5 | 0 | 1 | 13 | 5  | +8   |  | Australie                  |     | 3-0 | 4-2 | 2-1 |
| 2    | Oman            | 8   | 6 | 2 | 2 | 2 | 3  | 6  | -3   |  | Oman                       | 1-0 |     | 0-0 | 2-0 |
| 3    | Arabie saoudite | 6   | 6 | 1 | 3 | 2 | 6  | 7  | -1   |  | Arabie saoudite            | 1-3 | 0-0 |     | 3-0 |
| 4    | Thaïlande       | 4   | 6 | 1 | 1 | 4 | 4  | 8  | -4   |  | Thaïlande                  | 0-1 | 3-0 | 0-0 |     |

| 1er match                                                     | Australie                 | 2 – 1   | Thaïlande  |                                                                                  |                                                                                  |
| 2 septembre 2011 · 20 h 05 UTC+10 · Historique des rencontres | Kennedy 58e · Brosque 86e | (0 - 1) | 15e Dangda | Suncorp Stadium, Brisbane Spectateurs : 24 540 Arbitrage : Abdullah Balideh (en) | Suncorp Stadium, Brisbane Spectateurs : 24 540 Arbitrage : Abdullah Balideh (en) |
| 2 septembre 2011 · 20 h 05 UTC+10 · Historique des rencontres | Rapport                   |         |            | Suncorp Stadium, Brisbane Spectateurs : 24 540 Arbitrage : Abdullah Balideh (en) | Suncorp Stadium, Brisbane Spectateurs : 24 540 Arbitrage : Abdullah Balideh (en) |

| 2e match                                                     | Arabie saoudite        | 1 – 3   | Australie                              |                                                                                                 |                                                                                                 |
| 6 septembre 2011 · 20 h 30 UTC+3 · Historique des rencontres | Nasser al-Shamrani 66e | (1 - 0) | 40e 56e Kennedy · 77e (pen.) Wilkshire | Prince Mohammed Bin Fahd Stadium (en), Dammam Spectateurs : 15 000 Arbitrage : Yuichi Nishimura | Prince Mohammed Bin Fahd Stadium (en), Dammam Spectateurs : 15 000 Arbitrage : Yuichi Nishimura |
| 6 septembre 2011 · 20 h 30 UTC+3 · Historique des rencontres | Rapport                |         |                                        | Prince Mohammed Bin Fahd Stadium (en), Dammam Spectateurs : 15 000 Arbitrage : Yuichi Nishimura | Prince Mohammed Bin Fahd Stadium (en), Dammam Spectateurs : 15 000 Arbitrage : Yuichi Nishimura |

| 3e match                                                     | Australie                             | 3 – 0   | Oman |                                                                         |                                                                         |
| 11 octobre 2011 · 19 h 30 UTC+11 · Historique des rencontres | Holman 8e · Kennedy 65e · Jedinak 85e | (1 - 0) |      | ANZ Stadium, Sydney Spectateurs : 24 732 Arbitrage : Valentin Kovalenko | ANZ Stadium, Sydney Spectateurs : 24 732 Arbitrage : Valentin Kovalenko |
| 11 octobre 2011 · 19 h 30 UTC+11 · Historique des rencontres | Rapport                               |         |      | ANZ Stadium, Sydney Spectateurs : 24 732 Arbitrage : Valentin Kovalenko | ANZ Stadium, Sydney Spectateurs : 24 732 Arbitrage : Valentin Kovalenko |

| 4e match                                                     | Oman         | 1 – 0   | Australie |                                                                                          |                                                                                          |
| 11 novembre 2011 · 18 h 00 UTC+4 · Historique des rencontres | Al-Hosni 18e | (1 - 0) |           | Sultan Qaboos Sports Complex, Mascate Spectateurs : 4 500 Arbitrage : Ali Abdulnabi (en) | Sultan Qaboos Sports Complex, Mascate Spectateurs : 4 500 Arbitrage : Ali Abdulnabi (en) |
| 11 novembre 2011 · 18 h 00 UTC+4 · Historique des rencontres | Rapport      |         |           | Sultan Qaboos Sports Complex, Mascate Spectateurs : 4 500 Arbitrage : Ali Abdulnabi (en) | Sultan Qaboos Sports Complex, Mascate Spectateurs : 4 500 Arbitrage : Ali Abdulnabi (en) |

| 5e match                                                     | Thaïlande | 0 – 1   | Australie  |                                                                                    |                                                                                    |
| 15 novembre 2011 · 18 h 00 UTC+7 · Historique des rencontres |           | (0 - 0) | 77e Holman | Stade Suphachalasai, Bangkok Spectateurs : 19 400 Arbitrage : Saeid Mozaffari (en) | Stade Suphachalasai, Bangkok Spectateurs : 19 400 Arbitrage : Saeid Mozaffari (en) |
| 15 novembre 2011 · 18 h 00 UTC+7 · Historique des rencontres | Rapport   |         |            | Stade Suphachalasai, Bangkok Spectateurs : 19 400 Arbitrage : Saeid Mozaffari (en) | Stade Suphachalasai, Bangkok Spectateurs : 19 400 Arbitrage : Saeid Mozaffari (en) |

| 6e match                                                     | Australie                                  | 4 – 2   | Arabie saoudite                    |                                                                         |                                                                         |
| 29 février 2012 · 20 h 30 UTC+11 · Historique des rencontres | Brosque 43e 75e · Kewell 73e · Emerton 76e | (1 - 2) | 19e al-Dossari · 45+2e Al-Shamrani | AAMI Park, Melbourne Spectateurs : 24 240 Arbitrage : Kim Dong-jin (en) | AAMI Park, Melbourne Spectateurs : 24 240 Arbitrage : Kim Dong-jin (en) |
| 29 février 2012 · 20 h 30 UTC+11 · Historique des rencontres | Rapport                                    |         |                                    | AAMI Park, Melbourne Spectateurs : 24 240 Arbitrage : Kim Dong-jin (en) | AAMI Park, Melbourne Spectateurs : 24 240 Arbitrage : Kim Dong-jin (en) |

#### Quatrième tour de qualification
| Rang | Équipe    | Pts | J | G | N | P | Bp | Bc | Diff |  | Résultats (▼ dom., ► ext.) |     |     |     |     |     |
| ---- | --------- | --- | - | - | - | - | -- | -- | ---- |  | -------------------------- | --- | --- | --- | --- | --- |
| 1    | Japon     | 17  | 8 | 5 | 2 | 1 | 16 | 5  | +11  |  | Japon                      |     | 1-1 | 6-0 | 3-0 | 1-0 |
| 2    | Australie | 13  | 8 | 3 | 4 | 1 | 12 | 7  | +5   |  | Australie                  | 1-1 |     | 4-0 | 2-2 | 1-0 |
| 3    | Jordanie  | 10  | 8 | 3 | 1 | 4 | 7  | 16 | -9   |  | Jordanie                   | 2-1 | 2-1 |     | 1-0 | 1-1 |
| 4    | Oman      | 9   | 8 | 2 | 3 | 3 | 7  | 10 | -3   |  | Oman                       | 1-2 | 0-0 | 2-1 |     | 1-0 |
| 5    | Irak      | 5   | 8 | 1 | 2 | 5 | 4  | 8  | -4   |  | Irak                       | 0-1 | 1-2 | 1-0 | 1-1 |     |

| 1er match                                               | Oman    | 0 – 0   | Australie |                                                                                        |                                                                                        |
| 8 juin 2012 · 17 h 00 UTC+4 · Historique des rencontres |         | (0 - 0) |           | Sultan Qaboos Sports Complex, Mascate Spectateurs : 11 000 Arbitrage : Alireza Faghani | Sultan Qaboos Sports Complex, Mascate Spectateurs : 11 000 Arbitrage : Alireza Faghani |
| 8 juin 2012 · 17 h 00 UTC+4 · Historique des rencontres | Rapport |         |           | Sultan Qaboos Sports Complex, Mascate Spectateurs : 11 000 Arbitrage : Alireza Faghani | Sultan Qaboos Sports Complex, Mascate Spectateurs : 11 000 Arbitrage : Alireza Faghani |

| 2e match                                                  | Australie            | 1 – 1   | Japon        |                                                                             |                                                                             |
| 12 juin 2012 · 20 h 00 UTC+10 · Historique des rencontres | Wilkshire 70e (pen.) | (0 - 0) | 65e Kurihara | Suncorp Stadium, Brisbane Spectateurs : 40 189 Arbitrage : Khalil Al Ghamdi | Suncorp Stadium, Brisbane Spectateurs : 40 189 Arbitrage : Khalil Al Ghamdi |
| 12 juin 2012 · 20 h 00 UTC+10 · Historique des rencontres | Rapport              |         |              | Suncorp Stadium, Brisbane Spectateurs : 40 189 Arbitrage : Khalil Al Ghamdi | Suncorp Stadium, Brisbane Spectateurs : 40 189 Arbitrage : Khalil Al Ghamdi |

| 3e match                                                      | Jordanie                                | 2 – 1   | Australie    |                                                                                          |                                                                                          |
| 11 septembre 2012 · 19 h 00 UTC+3 · Historique des rencontres | Abdel Fattah 50e (pen.) · Amer Deeb 73e | (0 - 0) | Thompson 86e | King Abdullah Stadium (en), Amman Spectateurs : 16 000 Arbitrage : Abdullah Balideh (en) | King Abdullah Stadium (en), Amman Spectateurs : 16 000 Arbitrage : Abdullah Balideh (en) |
| 11 septembre 2012 · 19 h 00 UTC+3 · Historique des rencontres | Rapport                                 |         |              | King Abdullah Stadium (en), Amman Spectateurs : 16 000 Arbitrage : Abdullah Balideh (en) | King Abdullah Stadium (en), Amman Spectateurs : 16 000 Arbitrage : Abdullah Balideh (en) |

| 4e match                                                    | Irak            | 1 – 2   | Australie                 |                                                                                   |                                                                                   |
| 16 octobre 2012 · 17 h 15 UTC+3 · Historique des rencontres | Abdul-Zahra 72e | (0 - 0) | 80e Cahill · 84e Thompson | Grand Hamad Stadium (en), Doha (Qatar) Spectateurs : 2 183 Arbitrage : Lee Min-Hu | Grand Hamad Stadium (en), Doha (Qatar) Spectateurs : 2 183 Arbitrage : Lee Min-Hu |
| 16 octobre 2012 · 17 h 15 UTC+3 · Historique des rencontres | Rapport         |         |                           | Grand Hamad Stadium (en), Doha (Qatar) Spectateurs : 2 183 Arbitrage : Lee Min-Hu | Grand Hamad Stadium (en), Doha (Qatar) Spectateurs : 2 183 Arbitrage : Lee Min-Hu |

| 5e match                                                  | Australie               | 2 – 2   | Oman                                   |                                                                      |                                                                      |
| 26 mars 2013 · 19 h 30 UTC+11 · Historique des rencontres | Cahill 52e · Holman 85e | (0 - 1) | Al-Muqbali (en) 7e · Jedinak 49e (csc) | ANZ Stadium, Sydney Spectateurs : 34 603 Arbitrage : Ravshan Irmatov | ANZ Stadium, Sydney Spectateurs : 34 603 Arbitrage : Ravshan Irmatov |
| 26 mars 2013 · 19 h 30 UTC+11 · Historique des rencontres | Rapport                 |         |                                        | ANZ Stadium, Sydney Spectateurs : 34 603 Arbitrage : Ravshan Irmatov | ANZ Stadium, Sydney Spectateurs : 34 603 Arbitrage : Ravshan Irmatov |

| 6e match                                                | Japon              | 1 – 1   | Australie |                                                                              |                                                                              |
| 4 juin 2013 · 19 h 35 UTC+9 · Historique des rencontres | Honda 90+1e (pen.) | (0 - 0) | 81e Oar   | Stade Saitama 2002, Saitama Spectateurs : 62 172 Arbitrage : Nawaf Shukralla | Stade Saitama 2002, Saitama Spectateurs : 62 172 Arbitrage : Nawaf Shukralla |
| 4 juin 2013 · 19 h 35 UTC+9 · Historique des rencontres | Rapport            |         |           | Stade Saitama 2002, Saitama Spectateurs : 62 172 Arbitrage : Nawaf Shukralla | Stade Saitama 2002, Saitama Spectateurs : 62 172 Arbitrage : Nawaf Shukralla |

| 7e match                                                  | Australie                                          | 4 – 0   | Jordanie |                                                                                       |                                                                                       |
| 11 juin 2013 · 19 h 00 UTC+10 · Historique des rencontres | Bresciano 15e · Cahill 61e · Kruse 76e · Neill 84e | (1 - 0) |          | Docklands Stadium, Melbourne Spectateurs : 43 785 Arbitrage : Malik Abdul Bashir (en) | Docklands Stadium, Melbourne Spectateurs : 43 785 Arbitrage : Malik Abdul Bashir (en) |
| 11 juin 2013 · 19 h 00 UTC+10 · Historique des rencontres | Rapport                                            |         |          | Docklands Stadium, Melbourne Spectateurs : 43 785 Arbitrage : Malik Abdul Bashir (en) | Docklands Stadium, Melbourne Spectateurs : 43 785 Arbitrage : Malik Abdul Bashir (en) |

| 8e match                                                  | Australie   | 1 – 0   | Irak |                                                                      |                                                                      |
| 18 juin 2013 · 19 h 30 UTC+10 · Historique des rencontres | Kennedy 83e | (0 - 0) |      | ANZ Stadium, Sydney Spectateurs : 80 523 Arbitrage : Alireza Faghani | ANZ Stadium, Sydney Spectateurs : 80 523 Arbitrage : Alireza Faghani |
| 18 juin 2013 · 19 h 30 UTC+10 · Historique des rencontres | Rapport     |         |      | ANZ Stadium, Sydney Spectateurs : 80 523 Arbitrage : Alireza Faghani | ANZ Stadium, Sydney Spectateurs : 80 523 Arbitrage : Alireza Faghani |

#### Buteurs
| Pos | Joueur          | Club               | Buts |
| --- | --------------- | ------------------ | ---- |
| 1   | Joshua Kennedy  | Nagoya Grampus     | 5    |
| 2   | Alex Brosque    | Al Ain Club        | 3    |
| 2   | Tim Cahill      | New York Red Bulls | 3    |
| 2   | Brett Holman    | Al Nasr Riyad      | 3    |
| 3   | Archie Thompson | Melbourne Victory  | 2    |
| 3   | Luke Wilkshire  | Dynamo Moscou      | 2    |
| 4   | Mark Bresciano  | Al-Gharafa         | 1    |
| 4   | Brett Emerton   | Sydney FC          | 1    |
| 4   | Mile Jedinak    | Crystal Palace     | 1    |
| 4   | Harry Kewell    | Melbourne Heart    | 1    |
| 4   | Robbie Kruse    | Bayer Leverkusen   | 1    |
| 4   | Lucas Neill     | Omiya Ardija       | 1    |
| 4   | Tommy Oar       | FC Utrecht         | 1    |

### Préparation et sélection
| 5 mars 2014               | Colombie | -   | Australie | Estadio Metropolitano Roberto Meléndez Barranquilla, Colombie |  |
| Historique des rencontres |          | (-) |           |                                                               |  |

## Joueurs et encadrement
Voici la liste de joueurs sélectionnés pour disputer le match amical contre le Costa Rica le 19 novembre 2013
Sélections et buts actualisés le 19 novembre 2013.
| N° | Pos. | Nom               | Date de naissance | Sélections | Buts | Club                    |
| -- | ---- | ----------------- | ----------------- | ---------- | ---- | ----------------------- |
| 12 | GB   | Mitchell Langerak | 22 août 1988      | 2          | 2    | Borussia Dortmund       |
| 18 | GB   | Mathew Ryan       | 8 avril 1992      | 4          | 2    | Club Bruges             |
|    |      |                   |                   |            |      |                         |
| 2  | DF   | Lucas Neill       | 9 mars 1978       | 96         | 1    | Omiya Ardija            |
| 3  | DF   | Michael Zullo     | 11 septembre 1988 | 10         | 1    | Adélaïde United         |
| 13 | DF   | Rhys Williams     | 14 juillet 1988   | 14         | 1    | Middlesbrough           |
| 19 | DF   | Ryan McGowan      | 15 août 1989      | 8          | 1    | Shandong Luneng Taishan |
| 21 | DF   | Jason Davidson    | 29 juin 1991      | 4          | 1    | Heracles Almelo         |
| 22 | DF   | Alex Wilkinson    | 13 août 1984      | 1          | 1    | Jeonbuk Hyundai Motors  |
| 24 | DF   | Ivan Franjić      | 10 septembre 1987 | 6          | 1    | Brisbane Roar           |
|    |      |                   |                   |            |      |                         |
| 5  | ML   | Mark Milligan     | 4 août 1985       | 26         | 2    | Melbourne Victory       |
| 11 | ML   | Tommy Oar         | 10 décembre 1991  | 12         | 1    | FC Utrecht              |
| 14 | ML   | Oliver Bozanic    | 8 janvier 1989    | 1          | 1    | FC Lucerne              |
| 15 | ML   | Mile Jedinak      | 3 août 1984       | 43         | 7    | Crystal Palace          |
| 16 | ML   | James Holland     | 15 mai 1989       | 12         | 1    | Austria Vienne          |
| 17 | ML   | Matt McKay        | 11 janvier 1983   | 45         | 1    | Brisbane Roar           |
| 20 | ML   | Tom Rogić         | 16 janvier 1992   | 8          | 5    | Celtic Glasgow          |
| 23 | ML   | Mark Bresciano    | 11 février 1980   | 73         | 13   | Al-Gharafa              |
| 25 | ML   | Dario Vidošić     | 8 avril 1987      | 20         | 2    | FC Sion                 |
|    |      |                   |                   |            |      |                         |
| 4  | AT   | Tim Cahill        | 6 décembre 1979   | 66         | 29   | New York Red Bulls      |
| 7  | AT   | Mathew Leckie     | 4 février 1991    | 5          | 1    | FSV Francfort           |
| 9  | AT   | Joshua Kennedy    | 20 août 1982      | 33         | 17   | Nagoya Grampus          |
| 10 | AT   | Robbie Kruse      | 5 octobre 1988    | 28         | 3    | Bayer Leverkusen        |

## Compétition

### Premier tour
L'Australie font partie du groupe B de la Coupe du monde de football de 2014, avec l'Espagne, les Pays-Bas et le Chili.
|   | Équipe    | Pts | J | G | N | P | Bp | Bc | Diff |
| 1 | Pays-Bas  | 9   | 3 | 3 | 0 | 0 | 10 | 3  | 7    |
| 2 | Chili     | 6   | 3 | 2 | 0 | 1 | 5  | 3  | 2    |
| 3 | Espagne   | 3   | 3 | 1 | 0 | 2 | 4  | 7  | -3   |
| 4 | Australie | 0   | 3 | 0 | 0 | 3 | 3  | 9  | -6   |

| J 1 | 13 juin 2014 | Espagne   | 1 - 5 | Pays-Bas  |
| J 1 | 13 juin 2014 | Chili     | 3 - 1 | Australie |
| J 2 | 18 juin 2014 | Australie | 2 - 3 | Pays-Bas  |
| J 2 | 18 juin 2014 | Espagne   | 0 - 2 | Chili     |
| J 3 | 23 juin 2014 | Australie | 0 - 3 | Espagne   |
| J 3 | 23 juin 2014 | Pays-Bas  | 2 - 0 | Chili     |

#### Chili - Australie
| Match 4                                                  | Chili                                                           | 3 - 1   | Australie      | Arena Pantanal, Cuiabá                                                 |                                                                        |
| 14 juin 2014 · 18:00 (UTC-4) · Historique des rencontres | Alexis Sánchez 12e · Jorge Valdivia 14e · Jean Beausejour 90+2e | (2 - 1) | 35e Tim Cahill | Spectateurs : 40 275 · Arbitrage : Noumandiez Doué · Photos du match · | Spectateurs : 40 275 · Arbitrage : Noumandiez Doué · Photos du match · |
| 14 juin 2014 · 18:00 (UTC-4) · Historique des rencontres | Rapport                                                         |         |                | Spectateurs : 40 275 · Arbitrage : Noumandiez Doué · Photos du match · | Spectateurs : 40 275 · Arbitrage : Noumandiez Doué · Photos du match · |

| Chili | Australie |

| CHILI :         |    |                  |  |     |     |
|                 |    |                  |  |     |     |
| Gardien de but  | 1  | Claudio Bravo    |  |     |     |
|                 | 2  | Eugenio Mena     |  |     |     |
|                 | 4  | Mauricio Isla    |  |     |     |
|                 | 7  | Alexis Sánchez   |  |     |     |
|                 | 8  | Arturo Vidal     |  | 60e |     |
|                 | 10 | Jorge Valdivia   |  | 68e |     |
|                 | 11 | Eduardo Vargas   |  | 88e |     |
|                 | 17 | Gary Medel       |  |     |     |
|                 | 18 | Gonzalo Jara     |  |     |     |
|                 | 20 | Charles Aránguiz |  |     | 86e |
|                 | 21 | Marcelo Díaz     |  |     |     |
| Remplaçants :   |    |                  |  |     |     |
|                 | 16 | Felipe Gutiérrez |  | 60e |     |
|                 | 15 | Jean Beausejour  |  | 68e |     |
|                 | 9  | Mauricio Pinilla |  | 88e |     |
| Sélectionneur : |    |                  |  |     |     |
| Jorge Sampaoli  |    |                  |  |     |     |

| AUSTRALIE :      |    |                    |  |     |     |
|                  |    |                    |  |     |     |
| Gardien de but   | 1  | Mathew Ryan        |  |     |     |
|                  | 2  | Ivan Franjić       |  | 49e |     |
|                  | 3  | Jason Davidson     |  |     |     |
|                  | 4  | Tim Cahill         |  |     | 44e |
|                  | 5  | Mark Milligan      |  |     | 67e |
|                  | 6  | Matthew Špiranović |  |     |     |
|                  | 7  | Mathew Leckie      |  |     |     |
|                  | 11 | Tommy Oar          |  | 68e |     |
|                  | 15 | Mile Jedinak       |  |     | 58e |
|                  | 22 | Alex Wilkinson     |  |     |     |
|                  | 23 | Mark Bresciano     |  | 78e |     |
| Remplaçants :    |    |                    |  |     |     |
|                  | 19 | Ryan McGowan       |  | 49e |     |
|                  | 10 | Ben Halloran       |  | 68e |     |
|                  | 14 | James Troisi       |  | 78e |     |
| Sélectionneur :  |    |                    |  |     |     |
| Ange Postecoglou |    |                    |  |     |     |

| Assistants : Songuifolo Yeo Jean-Claude Birumushahu Quatrième arbitre : Roberto Moreno Cinquième arbitre : Eric Boria Homme du Match : Alexis Sánchez |

#### Australie - Pays-Bas
| Match 20                                                 | Australie                                | 2 - 3   | Pays-Bas                                                    | Stade José-Pinheiro-Borda, Porto Alegre                                |                                                                        |
| 18 juin 2014 · 13:00 (UTC-3) · Historique des rencontres | Tim Cahill 21e · Mile Jedinak 54e (pen.) | (1 - 1) | 20e Arjen Robben · 58e Robin van Persie · 68e Memphis Depay | Spectateurs : 42 877 · Arbitrage : Djamel Haimoudi · Photos du match · | Spectateurs : 42 877 · Arbitrage : Djamel Haimoudi · Photos du match · |
| 18 juin 2014 · 13:00 (UTC-3) · Historique des rencontres | Rapport                                  |         |                                                             | Spectateurs : 42 877 · Arbitrage : Djamel Haimoudi · Photos du match · | Spectateurs : 42 877 · Arbitrage : Djamel Haimoudi · Photos du match · |

| Australie | Pays-Bas |

| AUSTRALIE :      |    |                    |  |     |     |
|                  |    |                    |  |     |     |
| Gardien de but   | 1  | Mathew Ryan        |  |     |     |
|                  | 3  | Jason Davidson     |  |     |     |
|                  | 4  | Tim Cahill         |  | 69e | 43e |
|                  | 6  | Matthew Špiranović |  |     |     |
|                  | 7  | Mathew Leckie      |  |     |     |
|                  | 11 | Tommy Oar          |  | 77e |     |
|                  | 15 | Mile Jedinak       |  |     |     |
|                  | 17 | Matt McKay         |  |     |     |
|                  | 19 | Ryan McGowan       |  |     |     |
|                  | 22 | Alex Wilkinson     |  |     |     |
|                  | 23 | Mark Bresciano     |  | 51e |     |
| Remplaçants :    |    |                    |  |     |     |
|                  | 10 | Ben Halloran       |  | 69e |     |
|                  | 13 | Oliver Bozanic     |  | 51e |     |
|                  | 9  | Adam Taggart       |  | 77e |     |
| Sélectionneur :  |    |                    |  |     |     |
| Ange Postecoglou |    |                    |  |     |     |

| PAYS-BAS :      |    |                     |  |       |     |
|                 |    |                     |  |       |     |
| Gardien de but  | 1  | Jasper Cillessen    |  |       |     |
|                 | 2  | Ron Vlaar           |  |       |     |
|                 | 3  | Stefan de Vrij      |  |       |     |
|                 | 4  | Bruno Martins Indi  |  | 45+3e |     |
|                 | 5  | Daley Blind         |  |       |     |
|                 | 6  | Nigel de Jong       |  |       |     |
|                 | 7  | Daryl Janmaat       |  |       |     |
|                 | 9  | Robin van Persie    |  | 87e   | 47e |
|                 | 8  | Jonathan de Guzmán  |  | 78e   |     |
|                 | 10 | Wesley Sneijder     |  |       |     |
|                 | 11 | Arjen Robben        |  |       |     |
| Remplaçants :   |    |                     |  |       |     |
|                 | 21 | Memphis Depay       |  | 45+3e |     |
|                 | 20 | Georginio Wijnaldum |  | 78e   |     |
|                 | 17 | Jeremain Lens       |  | 87e   |     |
| Sélectionneur : |    |                     |  |       |     |
| Louis van Gaal  |    |                     |  |       |     |

| Assistants : Abdelhak Etchiali Redouane Achik Quatrième arbitre : Bakary Gassama Cinquième arbitre : Evarist Menkouande Homme du Match : Arjen Robben |

#### Australie - Espagne
| Match 35                                                 | Australie | 0 - 3   | Espagne                                               | Stade Joaquim-Américo-Guimarães, Curitiba                              |                                                                        |
| 23 juin 2014 · 13:00 (UTC-3) · Historique des rencontres |           | (0 - 1) | 36e David Villa · 69e Fernando Torres · 82e Juan Mata | Spectateurs : 39 375 · Arbitrage : Nawaf Shukralla · Photos du match · | Spectateurs : 39 375 · Arbitrage : Nawaf Shukralla · Photos du match · |
| 23 juin 2014 · 13:00 (UTC-3) · Historique des rencontres | Rapport   |         |                                                       | Spectateurs : 39 375 · Arbitrage : Nawaf Shukralla · Photos du match · | Spectateurs : 39 375 · Arbitrage : Nawaf Shukralla · Photos du match · |

| Australie | Espagne |

| AUSTRALIE :      |    |                    |  |     |       |
|                  |    |                    |  |     |       |
| Gardien de but   | 1  | Mathew Ryan        |  |     |       |
|                  | 3  | Jason Davidson     |  |     |       |
|                  | 6  | Matthew Špiranović |  |     | 88e   |
|                  | 7  | Mathew Leckie      |  |     |       |
|                  | 9  | Adam Taggart       |  | 46e |       |
|                  | 11 | Tommy Oar          |  | 61e |       |
|                  | 13 | Oliver Bozanić     |  | 72e |       |
|                  | 15 | Mile Jedinak       |  |     | 90+2e |
|                  | 17 | Matt McKay         |  |     |       |
|                  | 19 | Ryan McGowan       |  |     |       |
|                  | 22 | Alex Wilkinson     |  |     |       |
| Remplaçants :    |    |                    |  |     |       |
|                  | 10 | Ben Halloran       |  | 46e |       |
|                  | 14 | James Troisi       |  | 61e |       |
|                  | 23 | Mark Bresciano     |  | 72e |       |
| Sélectionneur :  |    |                    |  |     |       |
| Ange Postecoglou |    |                    |  |     |       |

| ESPAGNE :          |    |                 |  |     |     |
|                    |    |                 |  |     |     |
| Gardien de but     | 23 | Pepe Reina      |  |     |     |
|                    | 2  | Raúl Albiol     |  |     |     |
|                    | 5  | Juanfran        |  |     |     |
|                    | 6  | Andrés Iniesta  |  |     |     |
|                    | 7  | David Villa     |  | 57e |     |
|                    | 9  | Fernando Torres |  |     |     |
|                    | 14 | Xabi Alonso     |  | 84e |     |
|                    | 15 | Sergio Ramos    |  |     | 62e |
|                    | 17 | Koke            |  |     |     |
|                    | 18 | Jordi Alba      |  |     |     |
|                    | 20 | Santi Cazorla   |  | 68e |     |
| Remplaçants :      |    |                 |  |     |     |
|                    | 13 | Juan Mata       |  | 57e |     |
|                    | 10 | Cesc Fàbregas   |  | 68e |     |
|                    | 21 | David Silva     |  | 84e |     |
| Sélectionneur :    |    |                 |  |     |     |
| Vicente del Bosque |    |                 |  |     |     |

| Assistants : Yaser Tulefat Ebrahim Saleh Quatrième arbitre : Norbert Hauata Cinquième arbitre : Aden Marwa Homme du Match : David Villa |

## Statistiques

### Temps de jeu
| Joueur             |          |          |          | TT       | But      | MJ       | MT       | Légende |
| ------------------ | -------- | -------- | -------- | -------- | -------- | -------- | -------- | --- |
| Gardiens           | Gardiens | Gardiens | Gardiens | Gardiens | Gardiens | Gardiens | Gardiens | Abréviations et symboles : · TT : Total de minutes jouées · MJ : Nombre de matchs joués · MT : Matchs joués en tant que titulaire · : but · : joueur entré · : joueur remplacé · : capitaine · : carton jaune · : carton rouge |
| Mathew Ryan        | 90 min   | 90 min   | 90 min   | 270 min  | 0        | 3        | 3        | Abréviations et symboles : · TT : Total de minutes jouées · MJ : Nombre de matchs joués · MT : Matchs joués en tant que titulaire · : but · : joueur entré · : joueur remplacé · : capitaine · : carton jaune · : carton rouge |
| Mitchell Langerak  | 0 min    | 0 min    | 0 min    | 0 min    | 0        | 0        | 0        | Abréviations et symboles : · TT : Total de minutes jouées · MJ : Nombre de matchs joués · MT : Matchs joués en tant que titulaire · : but · : joueur entré · : joueur remplacé · : capitaine · : carton jaune · : carton rouge |
| Eugene Galeković   | 0 min    | 0 min    | 0 min    | 0 min    | 0        | 0        | 0        | Abréviations et symboles : · TT : Total de minutes jouées · MJ : Nombre de matchs joués · MT : Matchs joués en tant que titulaire · : but · : joueur entré · : joueur remplacé · : capitaine · : carton jaune · : carton rouge |
| Défenseurs         |          |          |          |          |          |          |          | Abréviations et symboles : · TT : Total de minutes jouées · MJ : Nombre de matchs joués · MT : Matchs joués en tant que titulaire · : but · : joueur entré · : joueur remplacé · : capitaine · : carton jaune · : carton rouge |
| Ivan Franjić       | 49e      | 0 min    | 0 min    | 49 min   | 0        | 1        | 1        | Abréviations et symboles : · TT : Total de minutes jouées · MJ : Nombre de matchs joués · MT : Matchs joués en tant que titulaire · : but · : joueur entré · : joueur remplacé · : capitaine · : carton jaune · : carton rouge |
| Jason Davidson     | 90 min   | 90 min   | 90 min   | 270 min  | 0        | 3        | 3        | Abréviations et symboles : · TT : Total de minutes jouées · MJ : Nombre de matchs joués · MT : Matchs joués en tant que titulaire · : but · : joueur entré · : joueur remplacé · : capitaine · : carton jaune · : carton rouge |
| Matthew Špiranović | 90 min   | 90 min   | 90 mine  | 270 min  | 0        | 3        | 3        | Abréviations et symboles : · TT : Total de minutes jouées · MJ : Nombre de matchs joués · MT : Matchs joués en tant que titulaire · : but · : joueur entré · : joueur remplacé · : capitaine · : carton jaune · : carton rouge |
| Bailey Wright      | 0 min    | 0 min    | 0 min    | 0 min    | 0        | 0        | 0        | Abréviations et symboles : · TT : Total de minutes jouées · MJ : Nombre de matchs joués · MT : Matchs joués en tant que titulaire · : but · : joueur entré · : joueur remplacé · : capitaine · : carton jaune · : carton rouge |
| Ryan McGowan       | 41e      | 90 min   | 90 min   | 221 min  | 0        | 3        | 2        | Abréviations et symboles : · TT : Total de minutes jouées · MJ : Nombre de matchs joués · MT : Matchs joués en tant que titulaire · : but · : joueur entré · : joueur remplacé · : capitaine · : carton jaune · : carton rouge |
| Alex Wilkinson     | 90 min   | 90 min   | 90 min   | 270 min  | 0        | 3        | 3        | Abréviations et symboles : · TT : Total de minutes jouées · MJ : Nombre de matchs joués · MT : Matchs joués en tant que titulaire · : but · : joueur entré · : joueur remplacé · : capitaine · : carton jaune · : carton rouge |
| Milieux            |          |          |          |          |          |          |          | Abréviations et symboles : · TT : Total de minutes jouées · MJ : Nombre de matchs joués · MT : Matchs joués en tant que titulaire · : but · : joueur entré · : joueur remplacé · : capitaine · : carton jaune · : carton rouge |
| Mark Milligan      | 90e      | 0 min    | 0 min    | 90 min   | 0        | 1        | 1        | Abréviations et symboles : · TT : Total de minutes jouées · MJ : Nombre de matchs joués · MT : Matchs joués en tant que titulaire · : but · : joueur entré · : joueur remplacé · : capitaine · : carton jaune · : carton rouge |
| Ben Halloran       | 22e      | 21e      | 45e      | 88 min   | 0        | 3        | 0        | Abréviations et symboles : · TT : Total de minutes jouées · MJ : Nombre de matchs joués · MT : Matchs joués en tant que titulaire · : but · : joueur entré · : joueur remplacé · : capitaine · : carton jaune · : carton rouge |
| Tommy Oar          | 68e      | 77e      | 61e      | 206 min  | 0        | 3        | 3        | Abréviations et symboles : · TT : Total de minutes jouées · MJ : Nombre de matchs joués · MT : Matchs joués en tant que titulaire · : but · : joueur entré · : joueur remplacé · : capitaine · : carton jaune · : carton rouge |
| Oliver Bozanić     | 0 min    | 39e      | 72e      | 111 min  | 0        | 2        | 1        | Abréviations et symboles : · TT : Total de minutes jouées · MJ : Nombre de matchs joués · MT : Matchs joués en tant que titulaire · : but · : joueur entré · : joueur remplacé · : capitaine · : carton jaune · : carton rouge |
| James Troisi       | 12e      | 0 min    | 29e      | 41 min   | 0        | 2        | 0        | Abréviations et symboles : · TT : Total de minutes jouées · MJ : Nombre de matchs joués · MT : Matchs joués en tant que titulaire · : but · : joueur entré · : joueur remplacé · : capitaine · : carton jaune · : carton rouge |
| Mile Jedinak       | 90e      | 90e      | 90e      | 270 min  | 1        | 3        | 3        | Abréviations et symboles : · TT : Total de minutes jouées · MJ : Nombre de matchs joués · MT : Matchs joués en tant que titulaire · : but · : joueur entré · : joueur remplacé · : capitaine · : carton jaune · : carton rouge |
| James Holland      | 0 min    | 0 min    | 0 min    | 0 min    | 0        | 0        | 0        | Abréviations et symboles : · TT : Total de minutes jouées · MJ : Nombre de matchs joués · MT : Matchs joués en tant que titulaire · : but · : joueur entré · : joueur remplacé · : capitaine · : carton jaune · : carton rouge |
| Matt McKay         | 0 min    | 90 min   | 90 min   | 180 min  | 0        | 2        | 2        | Abréviations et symboles : · TT : Total de minutes jouées · MJ : Nombre de matchs joués · MT : Matchs joués en tant que titulaire · : but · : joueur entré · : joueur remplacé · : capitaine · : carton jaune · : carton rouge |
| Dario Vidošić      | 0 min    | 0 min    | 0 min    | 0 min    | 0        | 0        | 0        | Abréviations et symboles : · TT : Total de minutes jouées · MJ : Nombre de matchs joués · MT : Matchs joués en tant que titulaire · : but · : joueur entré · : joueur remplacé · : capitaine · : carton jaune · : carton rouge |
| Massimo Luongo     | 0 min    | 0 min    | 0 min    | 0 min    | 0        | 0        | 0        | Abréviations et symboles : · TT : Total de minutes jouées · MJ : Nombre de matchs joués · MT : Matchs joués en tant que titulaire · : but · : joueur entré · : joueur remplacé · : capitaine · : carton jaune · : carton rouge |
| Mark Bresciano     | 78e      | 51e      | 18e      | 147 min  | 0        | 3        | 2        | Abréviations et symboles : · TT : Total de minutes jouées · MJ : Nombre de matchs joués · MT : Matchs joués en tant que titulaire · : but · : joueur entré · : joueur remplacé · : capitaine · : carton jaune · : carton rouge |
| Attaquants         |          |          |          |          |          |          |          | Abréviations et symboles : · TT : Total de minutes jouées · MJ : Nombre de matchs joués · MT : Matchs joués en tant que titulaire · : but · : joueur entré · : joueur remplacé · : capitaine · : carton jaune · : carton rouge |
| Tim Cahill         | 90e      | 69e      | 0 min    | 159 min  | 2        | 2        | 2        | Abréviations et symboles : · TT : Total de minutes jouées · MJ : Nombre de matchs joués · MT : Matchs joués en tant que titulaire · : but · : joueur entré · : joueur remplacé · : capitaine · : carton jaune · : carton rouge |
| Mathew Leckie      | 90 min   | 90 min   | 90 min   | 270 min  | 0        | 3        | 3        | Abréviations et symboles : · TT : Total de minutes jouées · MJ : Nombre de matchs joués · MT : Matchs joués en tant que titulaire · : but · : joueur entré · : joueur remplacé · : capitaine · : carton jaune · : carton rouge |
| Adam Taggart       | 0 min    | 13e      | 45e      | 58 min   | 0        | 2        | 1        | Abréviations et symboles : · TT : Total de minutes jouées · MJ : Nombre de matchs joués · MT : Matchs joués en tant que titulaire · : but · : joueur entré · : joueur remplacé · : capitaine · : carton jaune · : carton rouge |

| Buts | Joueurs      | Adversaires     |
| ---- | ------------ | --------------- |
| 2    | Tim Cahill   | Chili, Pays-Bas |
| 1    | Mile Jedinak | Pays-Bas        |

| Passes décisives | Joueurs      | Adversaires |
| ---------------- | ------------ | ----------- |
| 1                | Tommy Oar    | Chili       |
| 1                | Ryan McGowan | Pays-Bas    |